# 泾阳文庙
34°31′35″N 108°49′53″E / 34.52639°N 108.83139°E
泾阳文庙位于中国陕西省咸阳市泾阳县文庙街，已列为陕西省文物保护单位，现已辟为泾阳县博物馆。

## 历史
泾阳文庙始建年代不详。明嘉靖年间毁于地震，知县钟岱重建。万历、崇祯至清代皆有修缮。清同治元年（1862年），因陕甘回变又全部被毁，光绪十一年（1885年），安吴堡吴周氏捐银4万两重建。计大成殿九架七楹，殿东翼门三架一间，东西庑四架各十间，东西乐器室四架各五间，戟门五架三间，东西二门三架各一间，翼室各三架三间，名宦乡贤各四架三间，棂星门五架三间，月台前后泮池、石栏、圣域、贤关门东西各三架一间。

## 建筑
现仅存戟门、乐房、东西庑殿和大成殿。建筑群坐北朝南，占地两千余平方米。戟门面阔三间，进深二级，单檐歇山顶。大成殿面阔七间，进深四间，单檐歇山顶。

## 保护
1980年，泾阳县人民政府公布为第一批重点文物保护单位。1985年，县文物管理委员会迁入办公，现为县博物馆所在地。1992年4月20日，泾阳文庙公布为第三批陕西省文物保护单位，编号3-1-42。